# 번트 안타
번트 안타는 야구에서 타자가 번트를 대고 심판이 아웃을 선언하지않은 상태에서 1루까지 무사히 살아나갔을 때 주어지는 안타를 가리키는 단어이다.

## 설명
번트 안타가 나오는 요건으로는 타자가 번트를 댄 타구가 파울이 되지않고 내야의 페어 지역에 구르면서 절묘한 방향으로 흘러가 내야수들이나 투수가 타자를 아웃시키기 힘든 상황이거나 타자의 발이 빠른 상황에서 주로 발생된다. 희생 번트를 댄 상황이나 기습 번트를 댄 상황에서 종종 번트 안타가 나오기도 하며 번트 안타를 기록한 경우에는 타자에게 안타가 주어지고 타율과 출루율도 높아진다. 번트 안타의 경우는 보통 내야 안타의 한 종류가 된다.

## 같이 보기
- 야구
- 번트